# Baltika Kaliningrad

Logo-ul din perioada 1997—2018

Baltika Kaliningrad este un club de fotbal din Kaliningrad, Rusia. 

## Lotul actual
La 25 iulie 2014, conform site-ului NFL .
| Nr. |         | Poziție | Jucător              |
| --- | ------- | ------- | -------------------- |
| 1   | Letonia | P       | Aleksandrs Koļinko   |
| 2   | Rusia   | F       | Dmitri Ivanov        |
| 3   | Rusia   | A       | Ilya Setov           |
| 4   | Rusia   | F       | Yevgeni Ovsiyenko    |
| 5   | Rusia   | M       | Yevgeni Butakov      |
| 6   | Rusia   | F       | Mikhail Rytov        |
| 7   | Letonia | M       | Artūrs Zjuzins       |
| 8   | Rusia   | F       | Maksim Plopa         |
| 9   | Rusia   | M       | Nikita Zhuravlyov    |
| 10  | Rusia   | A       | Aleksandr Minchenkov |
| 11  | Rusia   | M       | Ishkhan Geloyan      |
| 13  | Belarus | A       | Maksim Skavysh       |
| 14  | Rusia   | F       | Sergei Tsukanov      |

| Nr. |       | Poziție | Jucător            |
| --- | ----- | ------- | ------------------ |
| 15  | Rusia | A       | Andrei Panyukov    |
| 17  | Rusia | M       | Andrei Gatsko      |
| 22  | Rusia | A       | Aleksei Alekseyev  |
| 23  | Rusia | F       | Maksim Vasilyev    |
| 31  | Rusia | F       | Andrei Vasyanovich |
| 33  | Rusia | F       | Artem Pasko        |
| 38  | Rusia | M       | Dmitri Zinovich    |
| 68  | Rusia | F       | Vitali Zaprudskikh |
| 88  | Rusia | P       | Giorgi Sheliya     |
| 89  | Rusia | M       | Dmitri Stotskiy    |
| 93  | Rusia | M       | Vitali Kalenkovich |
| 95  | Rusia | P       | Denis Vambolt      |
| 99  | Rusia | A       | Tofik Kadimov      |

## Jucători notabili
| - Sergei Shvetsov - Oleg Sergheev - Maksim Buznikin - Vyacheslav Dayev - Andrei Fedkov - Yevgeni Kharlachyov - Andrei Kondrashov - Pavel Pogrebnyak - Vladislav Lemish - Aram Voskanyan - Robert Zebelyan - Emin Agaev - Gurban Gurbanov - Aslan Kerimov - Dmitriy Kramarenko - Yuri Muzika - Vasili Baranov - Syarhyey Hyerasimets | - Alyaksandr Klimenka - Andrei Lavrik - Uladzimir Makowski - Valer Shantalosau - Yuri Shukanov - Sergey Vekhtev - Taavi Rähn - Zaza Janashia - Zviad Jeladze - Levan Mikadze - Tengiz Sichinava - Renat Dubinskiy - Dmitriy Galich - Dmitriy Lyapkin - Maksim Nizovtsev - Aleksandr Sklyarov - Mihails Miholaps - Igors Troickis | - Vytautas Apanavičius - Ričardas Beniušis - Orestas Buitkus - Rolandas Džiaukštas - Andrius Jokšas - Kestutis Kumza - Viktoras Olšanskis - Goran Maznov - Valeriu Andronic - Vyacheslav Krendelyov - Oleksandr Pomazun - Vladyslav Prudius - Serhiy Shyshchenko - Dmytro Topchiev - Andrei Fyodorov - Maksim Shatskikh - Andrei Vlasichev |